# アメリカンフットボール日本代表
アメリカンフットボール日本代表（アメリカンフットボールにほんだいひょう）は、日本アメリカンフットボール協会によって結成される日本のアメリカンフットボールのナショナルチームである。
世界選手権以外にも各国代表チームと試合を行っており、2020年には米国のプロフットボール育成リーグであるTHE SPRING LEAGUEと試合を行った。

## 概要
1999年、IFAF主催の第1回W杯開催に合わせ結成。2大会連続で優勝し、その後も常にトップ3の成績を記録している（ただし、第1回・第2回大会にはアメリカナショナルチームおよびNFL選手不参加）。W杯の結果によるランキングでは、優勝3回のアメリカに次いで世界2位である。

## 歴史
1999年に初編成。W杯期間限定だった代表チームであったが、自国開催の2007 IFAFワールドカップにアメリカ代表チームが参加するため、2005年7月にUSAハワイと初めてテストマッチを組んだ。
2007年、自国開催となった第3回IFAFワールドカップ本戦では、下馬評通り決勝でアメリカと顔を合わせた。なお、アメリカ代表は、アメフトの国際普及という点も重視して敢えて他国と互角の勝負になるような布陣であった（NFLおよび一流カレッジの選手は含まれていない）。3連覇は逃したが、アメフトの母国と延長戦を戦った事から、実力が突出しているアメリカを含まなければ、実力的にいまだ強豪の一つであることは変わりない。
2009年7月25日にはノートルダム大学OBとノートルダム・ジャパン・ボウル2009で対戦、FGで先制したが3-19で敗れた。
2011年、第4回IFAF世界選手権オーストリア大会（世界選手権に改名）は、予選リーグで初出場のカナダに敗れて、初めて決勝進出を逃したが、3位決定戦でメキシコを下して3位になった。
2015年、第5回IFAF世界選手権アメリカ大会、カナダがチーム事情で出場を辞退したため、初戦を不戦勝でグループAを通過。準決勝でメキシコを下して決勝進出、アメリカと対戦した。しかし12-59で敗れ、日本代表史上最大の敗戦となった。
2019年の第6回大会が4年後に延期されたことを受け、2020年3月1日に米国のプロフットボール育成リーグであるTHE SPRING LEAGUE（TSL）とアメリカ合衆国テキサス州で試合を行った。先制したものの、16-36で敗れた。

## 国際大会成績

### 主な成績
- ワールドカップ
  - 優勝 (2)：1999、2003
  - 準優勝 (1)：2007
- 世界選手権
  - 準優勝 (1)：2015
  - 3位 (1)：2011

### ワールドカップ・世界選手権
（  赤枠線  は日本開催 ）
| IFAFアメリカンフットボール世界選手権 | IFAFアメリカンフットボール世界選手権 | IFAFアメリカンフットボール世界選手権 | IFAFアメリカンフットボール世界選手権 | IFAFアメリカンフットボール世界選手権 | IFAFアメリカンフットボール世界選手権 | IFAFアメリカンフットボール世界選手権 | IFAFアメリカンフットボール世界選手権 |
| 開催国 / 年                          | 順位                                 | 試合                                 | 勝                                   | 負                                   | 得点                                 | 失点                                 |                                      |
| ------------------------------------ | ------------------------------------ | ------------------------------------ | ------------------------------------ | ------------------------------------ | ------------------------------------ | ------------------------------------ | ------------------------------------ |
| 1999                                 | 優勝                                 | 3                                    | 3                                    | 0                                    | 84                                   | 14                                   |                                      |
| 2003                                 | 優勝                                 | 2                                    | 2                                    | 0                                    | 57                                   | 20                                   |                                      |
| 2007                                 | 2位                                  | 3                                    | 2                                    | 1                                    | 116                                  | 23                                   |                                      |
| 2011                                 | 3位                                  | 4                                    | 3                                    | 1                                    | 103                                  | 61                                   |                                      |
| 2015                                 | 2位                                  | 3                                    | 1                                    | 2                                    | 65                                   | 109                                  |                                      |
| 2019                                 | 開催延期                             | 開催延期                             | 開催延期                             | 開催延期                             | 開催延期                             | 開催延期                             |                                      |
| 2023                                 | 開催延期                             | 開催延期                             | 開催延期                             | 開催延期                             | 開催延期                             | 開催延期                             |                                      |
| 2025                                 |                                      |                                      |                                      |                                      |                                      |                                      |                                      |
| 合計                                 | 出場5回/優勝2回                      | 15                                   | 11                                   | 4                                    | 425                                  | 227                                  |                                      |

## ユニフォーム
チームカラーの紅色を基調としたユニフォームで、ヘルメットは白地に赤色で「JAPAN」の文字が両サイドに入る。フェイスガードは紅色。
| Helmet   |      |           |
| Left arm | Body | Right arm |
| Trousers |      |           |
| Socks    |      |           |
| ホーム   |      |           |

| Helmet   |      |           |
| Left arm | Body | Right arm |
| Trousers |      |           |
| Socks    |      |           |
| アウェイ |      |           |

## 年代・種目別日本代表
世界選手権大会へ出場するいわゆるフル代表の他に、大会によって選手資格に制限を設けている場合などに、資格を満たす範囲で選手を選出しチームを編成する代表チームや、アメリカンフットボールの派生競技であるフラッグフットボールの代表チームが編成される。

### アメリカンフットボール
- カレッジ日本代表 - カレッジ日本代表は、大学および大学院在学の学生を対象に召集されるナショナルチーム。アメリカンフットボール大学世界選手権へ出場する。2018年の中国大会では、2勝2敗の成績をおさめて2大会連続で世界3位となった[6]。

- U-20日本代表 - U-20日本代表は、高校生および大学生の20歳以下の選手を対象に召集されるナショナルチーム。U-20世界選手権大会へ出場する。2024年度までは、年齢枠が19歳以下であるU-19世界選手権大会として行われていた。2018年にメキシコで行われた第5回大会では、1勝2敗で5位であった[7]。2024年、新型コロナウイルスの影響によって6年ぶりの開催となった第6回カナダ大会に出場した。

| 2009 | 3位 |
| 2012 | 3位 |
| 2014 | 5位 |
| 2016 | 4位 |
| 2018 | 5位 |
| 2024 | 2位 |

### フラッグフットボール
- フラッグフットボール日本代表 - フラッグフットボール日本代表は、日本アメリカンフットボール協会と日本フラッグフットボール協会によって結成されるフラッグフットボールのナショナルチームである。男子チームと女子チームに分かれる。2021年に開催されたIFAFフラッグフットボール世界選手権に、男子日本代表・女子日本代表ともに出場。2022年に開催されたワールドゲームズには女子日本代表が出場し、5位に終わった。フラッグフットボールが2028年に開催されるロサンゼルスオリンピックの追加種目に選ばれたことを受け、日本アメリカンフットボール協会と日本フラッグフットボール協会によって「フラッグフットボールプロジェクト2028」が行われ、日本代表の強化活動が行われている[8]。